# Qi (Staat)

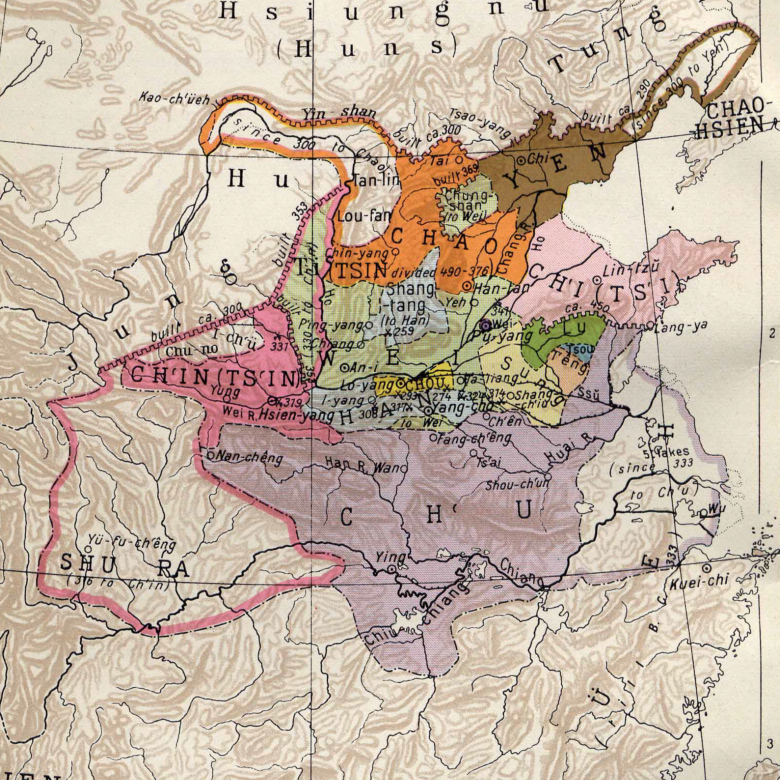
Staaten der Zeit der Streitenden Reiche

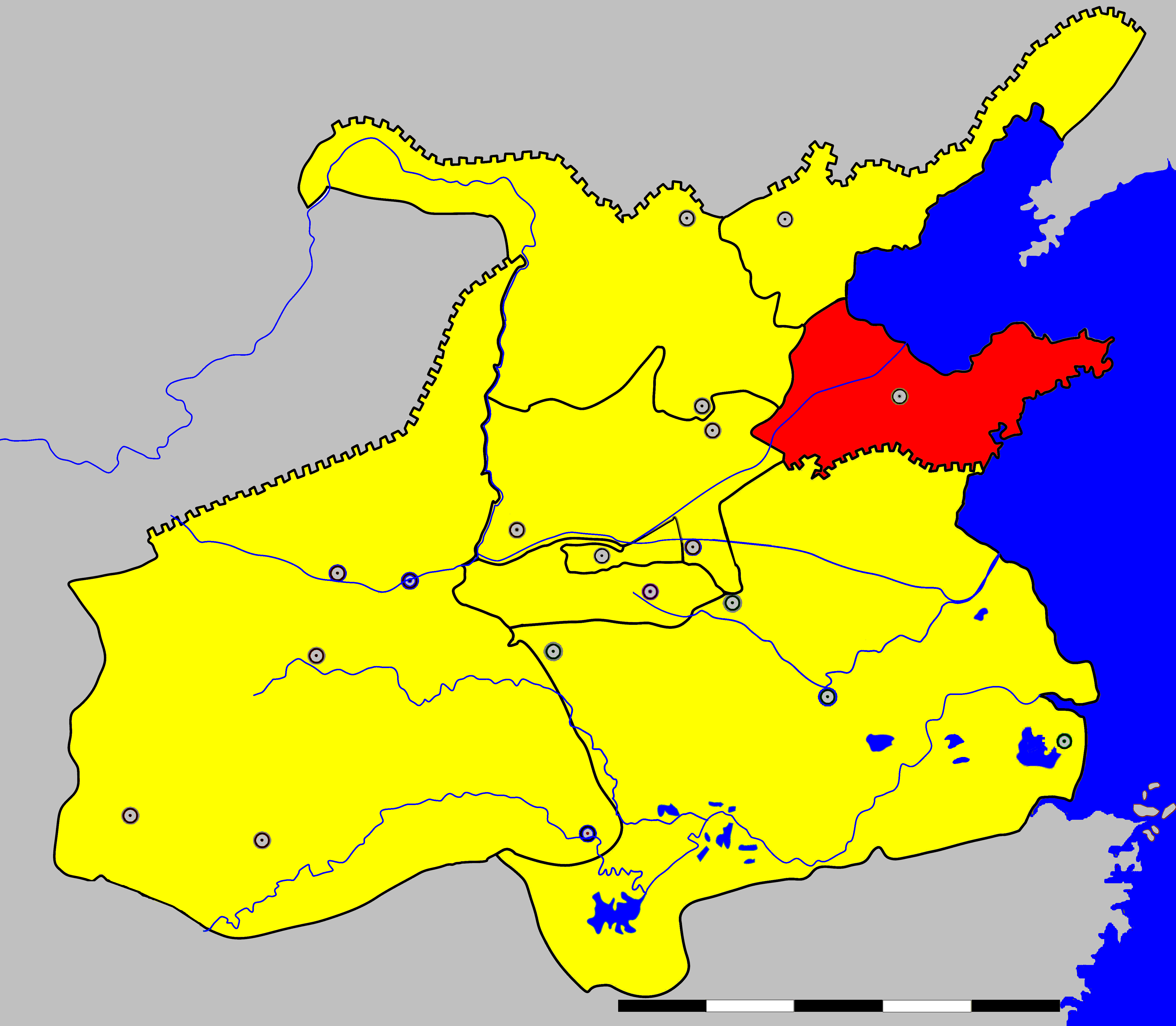
Lage um 260 v. u. Z.

Qi (chinesisch 齊國 / 齐国, Pinyin Qí Guó, W.-G. Ch’i) war ein relativ mächtiger Staat im antiken China. Er lag im Norden des heutigen Shandong. Die Hauptstadt des Staates, Linzi, lag in der Nähe des heutigen Zibo.
Qi entstand im 11. vorchristlichen Jahrhundert als Lehensstaat des Hauses Zhou und ging im Jahr 221 v. Chr. unter, als er von Qin erobert wurde. Er bestand somit in der Westlichen Zhou-Dynastie (1046 bis 771 v. Chr.), in der Zeit der Frühlings- und Herbstannalen (722 bis 481 v. Chr.) und in der Zeit der Streitenden Reiche (475 bis 221 v. Chr.).
Die Herrschaft der Jiang-Familie (姜) über Qi dauerte mehrere Jahrhunderte, bis sie im Jahr 384 v. Chr. von der Tian-Familie (田) gewaltsam beendet wurde. Der Staat konnte das China der Zhou-Dynastie mehrmals dominieren und verlor seine Dominanz meist durch interne Machtkämpfe.

## Gründung
Qi entstand als Lehensstaat im Rahmen der Kolonisierung Ostchinas durch die Zhou-Dynastie, nachdem der Erbfolge-Bürgerkrieg zwischen den Nachkommen von König Wu beendet war. König Cheng entsandte Mitglieder der Königsfamilie nach Ostchina, um dort Lehensstaaten an strategisch wichtigen Orten zu errichten und somit das Zhou-Territorium, das sich im Zuge des Bürgerkrieges stark erweitert hatte, zu sichern. Tai Gong Wang, der die Zhou-Armee beim Sturz der Shang-Dynastie kommandiert hatte, bekam Qi, Qis nördlicher Nachbar Yan wurde an Shao Gong Shi vergeben, der westliche Nachbar Lu mit Zentrum nahe dem heutigen Jinan  ging an den Cousin von König Cheng, Bo Qin.
Das auf der Shandong-Halbinsel gelegene Qi sollte die Handels- und Verkehrswege zwischen Nord- und Südchina sichern, gleichzeitig profitierte es wirtschaftlich von seiner Lage an diesen Handelswegen. Die Salzgewinnung an der Meeresküste war sehr einträglich. Die Fischerei und die Herstellung von Textilien florierten. Es beherrschte die nicht-chinesischen Stämme, die entlang der Küste siedelten; von den Stämmen außerhalb der nördlichen Grenze wurde Qi immer wieder angegriffen, speziell von den Di. Als Staat der Peripherie hatte Qi weiterhin die Möglichkeit, durch Eingliederung von nicht-chinesischen Stämmen und deren Territorium zu expandieren.
Zusammen mit seinem Nachbarn Lu war Qi eine der wichtigsten Stützen der Zhou-Dynastie. Bei zahlreichen militärischen Unternehmungen der Zhou spielte Qi eine aktive Rolle.

## Zeit der Frühlings- und Herbstannalen
Zu Beginn der Periode der Frühlings- und Herbstannalen gehörte Qi zu den stärksten fünfzehn Staaten, während die Chronik Zuo zhuan 148 Staaten erwähnt, von denen die meisten sehr klein waren.
Als die Autorität der Zhou-Könige zu schwinden begann und Zheng die Vorherrschaft an sich riss, erkannte Qi dies an, war aber zu mächtig, um von Zheng angegriffen zu werden. Nach dem Niedergang der Vormachtstellung von Zheng übernahm Qi schrittweise diese Rolle. Der Herrscher Qi Huan Gong und sein Berater Guan Zhong machten Qi zum ersten Staat unter den Zhou-Lehensstaaten, wo das feudale System reformiert wurde. Die relativ lose soziale Struktur der feudalen Verwaltung, bei der der Adel in Form einer Pyramide organisiert war, sein Lehen verwaltete und weiterbelehnte, wurde durch ein zentralisiertes System ersetzt. Qi wurde in 15 Verwaltungseinheiten eingeteilt, wobei der Herrscher von Qi und jeder der zwei höchstgestellten Minister jeweils fünf dieser Einheiten befehligten. Die Händler und Handwerker wurden in sechs Verwaltungseinheiten aufgeteilt, die guo ren und ye ren in jeweils vier Verwaltungsebenen. Die zivilen und militärischen Funktionen dieser Ebenen wurden vereinigt, eine Kommandostruktur mit dem Herrscher an der Spitze eingeführt. Die Inhaber der Posten innerhalb dieser Kommandostruktur wurden gemäß ihrer Leistung bestraft oder belohnt. Qi schuf damit eine Verwaltungsstruktur, die eine viel schnellere Mobilisierung von Menschen und Material ermöglichte als in den anderen Staaten zur gleichen Zeit.
Bis 667 v. Chr. schwenkte ein Staat nach dem anderen auf die Linie von Qi ein. Teils wurden sie von Qi dazu militärisch genötigt, teils standen sie in der Schuld von Qi. Qi annektierte in dieser Phase des Weiteren 35 kleine Nachbarstaaten. Im Jahre 667 wählten die Herrscher von Lu, Song, Chen und Zheng den Staat Qi bzw. dessen Herrscher Qi Huan Gong zu ihrem Führer. Daraufhin entsandte König Hui von Zhou einen hochrangigen Minister zu Huan Gong, um ihm zum Hegemon (Ba) zu ernennen. Mit diesem neuen Titel war das Privileg verbunden, militärische Aktionen im Namen von Zhou durchzuführen, um die Autorität des Himmelssohnes wiederherzustellen und zu erhalten.
Mit diesem Auftrag zog Huan Gong im Jahre 671 v. Chr. gegen Wey ins Feld, weil dessen Herrscher zuvor eine Rebellion von König Huis Bruder unterstützt hatte. Danach intervenierte er in einem Machtkampf im Staat Lu. Im Jahre 664 v. Chr. eilte Qi dem Nachbarn Yan zur Hilfe, um ihn vor Angriffen nichtchinesischer Rong zu schützen; letztere hatten ihre Kräfte im heutigen Nord- und Ost-Hebei gebündelt. Im Jahre 662 fielen nichtchinesische Chi Di im Staate Xing (heutiges Mittel-Hebei) ein, Xing wurde 659 v. Chr. zerstört. Auf Drängen von Guan Zhong zog Huan Gong mit Truppen aus Qi, Song und Cao gegen die Di, die Bevölkerung von Xing bekam einen anderen Ort für den Neubau einer Hauptstadt zugewiesen. In Xing entstand eine Qi-Garnisonsstadt. Im Jahre 660 v. Chr. griffen die Chi Di auch Wey an und töteten dabei den Wey-Herrscher. Erneut kam Qi zur Hilfe, eine neue Wey-Hauptstadt wurde gegründet und ein Sohn des umgekommenen Herrschers als neues Oberhaupt eingesetzt. Auch in Wey wurde Qi-Militär stationiert. Dank dieser Interventionen war Huan Gong zum unbestrittenen Anführer der Zhou-Staaten geworden.
Im Tal des Jangtsekiang erstarkte gleichzeitig zu diesen Ereignissen der Staat Chu, dessen Bewohner damals nicht-chinesischen Völkern angehörten, die sich zu Staaten zusammengeschlossen hatten. Bereits 706 v. Chr. expandierte Chu in Richtung Norden und griff den Staat Sui an. Einer der Herrscher der Chu begann, den Königstitel zu führen, was bis dahin nur den Zhou-Oberhäuptern vorbehalten war. Im Jahre 656 v. Chr. schmiedete Huan Gong ein Bündnis aus acht Staaten und griff Chus Satellitenstaat Cai an. Nach dem Fall von Cai sah sich der Chu-Herrscher genötigt, an einem Treffen aller Herrscher teilzunehmen, die Huan Gong nach Shaoling berufen hatte. Derartige Treffen fanden in der Folge mehrmals statt, sie dienten Qi als Mittel, seine Entschlossenheit zur Wahrung der existierenden Ordnung glaubhaft zu machen. Die Delegierten mussten schwören, die feudale Struktur der Zhou-Dynastie zu erhalten. Huan Gong versuchte somit, seinen Einfluss als Hegemon zu nutzen, um eine auf multilateralem Konsens statt Autorität basierende Ordnung zu schaffen.
Der Status von Qi als Hegemon schwand, nachdem Guan Zhong und kurz darauf Huan Gong (645 bzw. 643 v. Chr.) gestorben waren und fünf Söhne sich um die Thronfolge stritten. Wegen den Nachfolgekämpfen verspätete sich sogar das Begräbnis von Huan Gong. Die Söhne Huan Gongs konnten den Status des Hegemons nicht wiedererlangen. Er ging für die folgenden drei Generationen an Jin über; trotzdem blieb Qi neben Jin, Qin und Chu die eine der dominierenden Mächte im China des 7. Jahrhunderts v. Chr.
Im Jahre 632 v. Chr. beteiligte sich Qi neben Qin und Song an einem Heer von Jin, um gegen Chu vorzugehen. Chu wurde bei Chengpu vernichtend geschlagen. Nach dem Tod von Jin Wen Gong um 628 v. Chr. begannen Qi und Qin, die Jin-Vorherrschaft in Frage zu stellen. Im Jahre 589 v. Chr. marschierte Qi in Lu und Wey ein, wird von Jin aber zum Rückzug gezwungen. Unter Jin Li Gong verbündeten sich die nördlichen Staaten erneut gegen Chu, im Jahre 579 v. Chr. vermittelte ein Minister von Song ein Treffen zwischen den vier Staaten. Qi trat in der Folge dem ersten bekannten zwischenstaatlichen Abrüstungsabkommen bei, das jedoch nur wenige Jahre hielt.

## Zeit der Streitenden Reiche
In den ersten 150 Jahren der Zeit der Streitenden Reiche breitete Qi sich in Richtung Süden der Shandong-Halbinsel aus.
Ab Mitte des 4. Jahrhunderts v. Chr. war Qi der wichtigste Geber von Unterhaltszahlungen und Titeln an Gelehrte, damit diese ihren Tätigkeiten nachgehen konnten. Qi war der erste chinesische Staat, der es als Aufgabe eines Staates betrachtete, sein Ansehen durch Unterstützung der Gelehrsamkeit zu erhöhen.
Im 6. Jahrhundert v. Chr. wurde der Tian-Clan, der viele Ministerämter in Qi innehatte, immer mächtiger und begann, Qi zu dominieren. Bis 532 v. Chr. war es den Tian gelungen, rivalisierende Clans auszuschalten. Im Jahre 485 v. Chr. ermordete das Oberhaupt des Tian-Clans den Thronfolger des kurz zuvor verstorbenen Herrschers. An seiner Stelle setzte er ein Kind auf den Thron. Im folgenden Bürgerkrieg wurde ein weiteres Kind inthronisiert und wiederum ermordet. Die Methode, mit der der Tian-Clan die Macht in Qi an sich brachte, wurde in anderen Staaten nachgeahmt und ist typisch für den Beginn der Zeit der Streitenden Reiche.
Um 300 v. Chr. wuchs der Einfluss von Qi noch einmal vorübergehend. Qi versuchte, den kleinen Staat Song zu annektieren, weil es Interesse an der Stadt Dingtao hatte, die damals als reichste Handelsstadt galt. Im Jahre 288 v. Chr. gingen Qin und Qi ein Bündnis ein, in der Folge nahmen beide Herrscher vorübergehend – und zum ersten Mal in der Geschichte Chinas – den Titel Kaiser (Di) an. Beide Staaten vereinbarten, Zhao anzugreifen. Der Berater Su Qin aus Yan überzeugte den König von Qi jedoch, dass Qi auf eine Eroberung von Song und Schwächung Qins hinarbeiten solle. Qis Erfolg bei der Einnahme von Song führte zu einer Allianz aller anderen Staaten gegen Qi, die der aus Qi nach Wei geflohene Tian Wen eingefädelt hatte. Im Jahre 284 v. Chr. marschierte Yan in Qi ein; Yan war traditionell ein fester Verbündeter von Qi gewesen, so dass die Grenze zwischen Yan und Qi nur wenig gesichert war. Der von Yue Yi geführte Angriff war für Qi überraschend und verheerend, weil es gleichzeitig von Zhao, Hann und Wei angegriffen wurde. Der König Qis wurde getötet, fast das gesamte Territorium besetzt. Es gelang einem Verwandten des Königs namens Tian Dan im Jahre 279 v. Chr., das Qi-Territorium wieder unter Kontrolle zu bekommen, aber Qi konnte es fortan nicht mehr mit Qin aufnehmen.
Im Jahr 221 v. Chr. wurde Qi von Qin als letzter der früheren Zhou-Lehensstaaten erobert. Dadurch war das gesamte von Chinesen besiedelte Gebiet unter einem einzigen Herrscher vereint, der sich als Qin Shihuangdi zum ersten Kaiser ausrufen und die Qin-Dynastie begründen sollte.

## Archäologie
Qis Hauptstadt Linzi, nahe dem heutigen Zibo gelegen, gehört zu den berühmtesten Städten aus der Geschichte Chinas. Auf dem Gebiet dieser Stadt finden seit den 1930er Jahren Ausgrabungen statt. Linzi ist ein Beispiel für Städte mit doppelter Stadtmauer, wie sie bei Städten aus der Zeit der Streitenden Reiche mehrmals anzutreffen waren. Die äußere Stadtmauer umschließt ein Territorium von 5200 Metern Nord-Süd-Ausdehnung und 3300 Metern Ost-West-Ausdehnung. Die innere Stadtmauer befindet sich im Südwestteil des Stadtgebietes und wurde erst in der Zeit der Streitenden Reiche errichtet, dies wahrscheinlich als Ausbau des Anwesens des Tian-Clans. Die innere Stadtmauer ist zwischen 28 und 38 Metern dick und von Wassergräben umgeben. Dies widerspiegelt die große Sorge um die Sicherheit, wobei man Gefahren eher aus der Stadt selbst, als aus dem Umland erwartete. Linzi beherbergte neben dem Palast der Herrscher auch Werkstätten für die Eisen- und Bronzeverarbeitung sowie die Jixia-Akademie, an der Denker wie Zou Yan, Xun Kuang, Chunyu Kun oder Shen Dao beschäftigt waren.
Bei den Ausgrabungen kamen zahlreiche Ritual-Bronzen zu Tage. Etwa 30 Gräber von Adeligen aus der Zhou-Zeit wurden entdeckt, worunter sich wahrscheinlich auch das Grab von Qi Jin Gong befindet, das über eine große steinerne Grabkammer und Gruben für rituelle Opfer, darunter 600 Pferde, verfügt.